# (16931) 1998 FO75
A (16931) 1998 FO75 a Naprendszer kisbolygóövében található aszteroida. A LINEAR projekt keretében fedezték fel 1998. március 24-én.